# Koro (otok)
Koro je otok vulkanskog porijekla u arhipelagu Lomaiviti, šesti otok po veličini u otočnoj državi Fidži. Koro ima površinu od 108.9 km2, i na njemu živi oko 4500 stanovnika (2007.) u 14 sela.
Na istočnoj obali otoka nalazi se zračna luka.
More Koro je dobilo naziv po otoku Koro.

## Vanjske poveznice
|  | Zajednički poslužitelj ima još gradiva o temi Koro (otok) |